# Bárrio (Alcobaza)
O Bárrio es una freguesia portuguesa del concelho de Alcobaça.